# Ciao, Federico!
Ciao, Federico! è un film documentario del 1971 diretto da Gideon Bachmann.
Documentario sulle riprese del film Fellini Satyricon di Federico Fellini; è stato presentato nel 1970 in anteprima come film d'apertura alla 31ª Mostra internazionale d'arte cinematografica di Venezia.

## Trama
Federico Fellini, con il suo mimetismo e i suoi gesti, si identifica con ogni personaggio, dal ruolo più piccolo a quello più grande (chiama tutti i suoi attori con il loro nome e sembra sapere fino a quando appare l'ultimo). Lo vediamo rantolare (dopo uno dei suoi scenografi), urlare con un'attrice e poi scusarsi, rassicurare una Capucine preoccupata o seducente e poi eccitarsi con altri come i protagonisti del suo antico affresco. Le immagini giustificano le sue interviste: fare film è "l'unico vero modo in cui deve far parte di questo mondo, entrare in contatto con le persone ..." (sic). Gideon Bachmann cattura il suo stupore da bambino: quel "Martino" (l'attore britannico Martin Potter) può ancora mangiare come un inglese con maniere raffinate (imitazione da sostenere) dopo tre mesi di riprese di orge romane... Il maestro è presente su tutti i fronti del suo grande successo: generale dell'impero che dirige il suo esercito di comici a bordo di un'immensa cucina, sommo sacerdote circondato dai suoi tecnici-maghi o studioso illusionista trasportato dalle fitte della sua creazione in un vortice di vento e di polvere. Comprendiamo che, soggiogati, i suoi attori possono solo essere schiavi del loro creatore. Durante le pause, galleggia come un'aria di libertà, perché è il 1968: uno canta Don't Think Twice, it's All Right di Bob Dylan, uno si abbronza a Ponza con la musica di Azzurro di Adriano Celentano.

## Distribuzione
Il 16 gennaio 2000 è stato pubblicato in VHS dalla Mystic Fire Audio per il mercato statunitense col titolo Ciao Federico: Fellini Directs Satyricon, il 17 settembre 2003 è stata distribuita una versione in DVD dalla Sony Pictures Home Entertainment per il mercato francese e nel 2008 è stato distribuito in anche in Italia come extra della collezione di 5 DVD Collezione Federico Fellini.